# ويليام لويس كابل
ويليام لويس كابل (بالإنجليزية: William Lewis Cabell)‏ هو ضابط أمريكي، ولد في 1827 في دانفيل في الولايات المتحدة، وتوفي في 21 فبراير 1911 في دالاس في الولايات المتحدة.